# Onthophagus horni
Onthophagus horni là một loài bọ cánh cứng trong họ Bọ hung (Scarabaeidae).